# أندريه ديرين
أندريه ديرين (/dəˈræ̃/, الفرنسية: [ɑ̃dʁe dəʁɛ̃] , ؛ 10 يونيو 1880 - 8 سبتمبر 1954) كان فنانًا فرنسيًا، رسامًا، نحاتًا ومؤسسًا مشاركًا لحركة الفوفية مع هنري ماتيس.

## الحياة والمهنة

### السنوات المبكرة
وُلِد ديرين في عام 1880 في شاتو، إيفلين، إيل دو فرانس، خارج باريس. في عام 1895 بدأ الدراسة بشكل مستقل، على عكس الادعاءات التي تشير إلى أن لقائه مع فلامينك أو ماتيس بدأ جهوده في الرسم، وكان يذهب أحيانًا إلى الريف مع صديق قديم لـ سزان، الأب جاكومين مع ابنيه. في عام 1898، أثناء دراسته ليكون مهندسًا في أكاديمية كاميليو، حضر دروس الرسم تحت إشراف يوجين كاريير، وهناك التقى بماتيس. في عام 1900، التقى وشارك الاستوديو مع موريس دي فلامينك وبدأوا معًا في رسم مشاهد من الحي، لكن ذلك انقطع بسبب الخدمة العسكرية في كوميرسي من سبتمبر 1901 إلى 1904. بعد الإفراج عنه من الخدمة، أقنع ماتيس والدي ديرين بالسماح له بالتخلي عن مسيرته الهندسية والتفرغ تمامًا للرسم..

### الفوفية

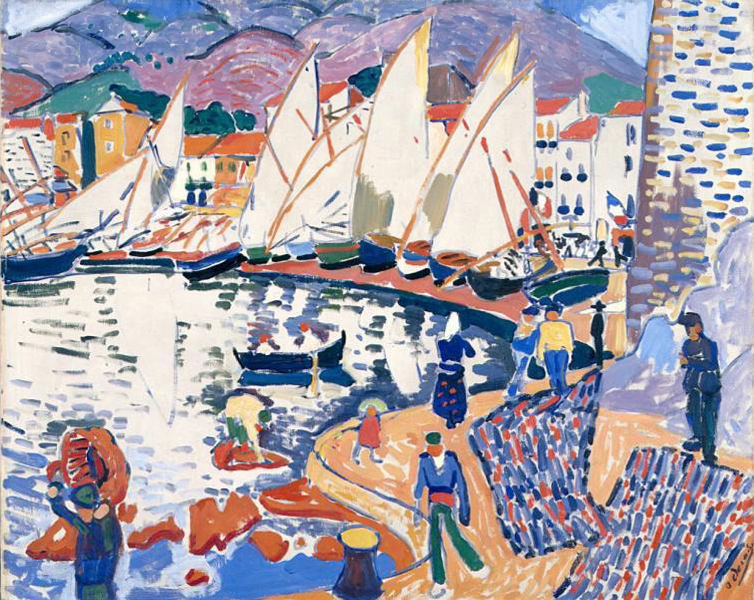
Le séchage des voiles (أشرعة التجفيف), 1905، زيت على قماش، 82 × 101 سم، متحف بوشكين، موسكو. عُرض في صالون دوتوم 1905

عمل ديرين وماتيس معًا خلال صيف عام 1905 في قرية كوليور المطلة على البحر الأبيض المتوسط وأكمل ديرين لوحة جبال كوليور. في وقت لاحق من ذلك العام، عرضا لوحاتهما المبتكرة للغاية في صالون دوتوم. أدت الألوان الزاهية وغير الطبيعية إلى أن يصف الناقد لويس فوكيل أعمالهما بسخرية على أنها les Fauves، أو "الوحوش المتوحشة"، مما يمثل بداية حركة الفوفية. في مارس 1906، أرسل تاجر الفن المعروف أمبروز فولارد ديرين إلى لندن لإنتاج سلسلة من اللوحات مع المدينة كموضوع. في 30 لوحة (29 منها لا تزال موجودة)، قدم ديرين صورة جديدة تمامًا عن لندن تختلف جذريًا عن أي شيء قام برسمه الفنانون السابقون في المدينة مثل ويستلار أو مونيه. بألوان جريئة وتكوينات مبتكرة، رسم ديرين صورًا متعددة لنهر تمز وجسر البرج. ولا تزال هذه اللوحات اللندنية من بين أكثر أعماله شعبية. كتب الناقد الفني تي. جي. روزنتال: "لم يجعل أحد لندن تبدو جديدة منذ مونيه، ومع ذلك تبقى جوهرية إنجليزية. بعض من وجهات نظره لنهر التمز تستخدم تقنية نقطة الرسم للعديد من النقاط، على الرغم من أنه بحلول هذا الوقت، لأن النقاط أصبحت أكبر بكثير، فإنها أكثر بساطة تفصل الألوان التي تُعرف باسم الانقسامية، وهي فعالة بشكل خاص في نقل تجزئة اللون في الماء المتحرك في ضوء الشمس."

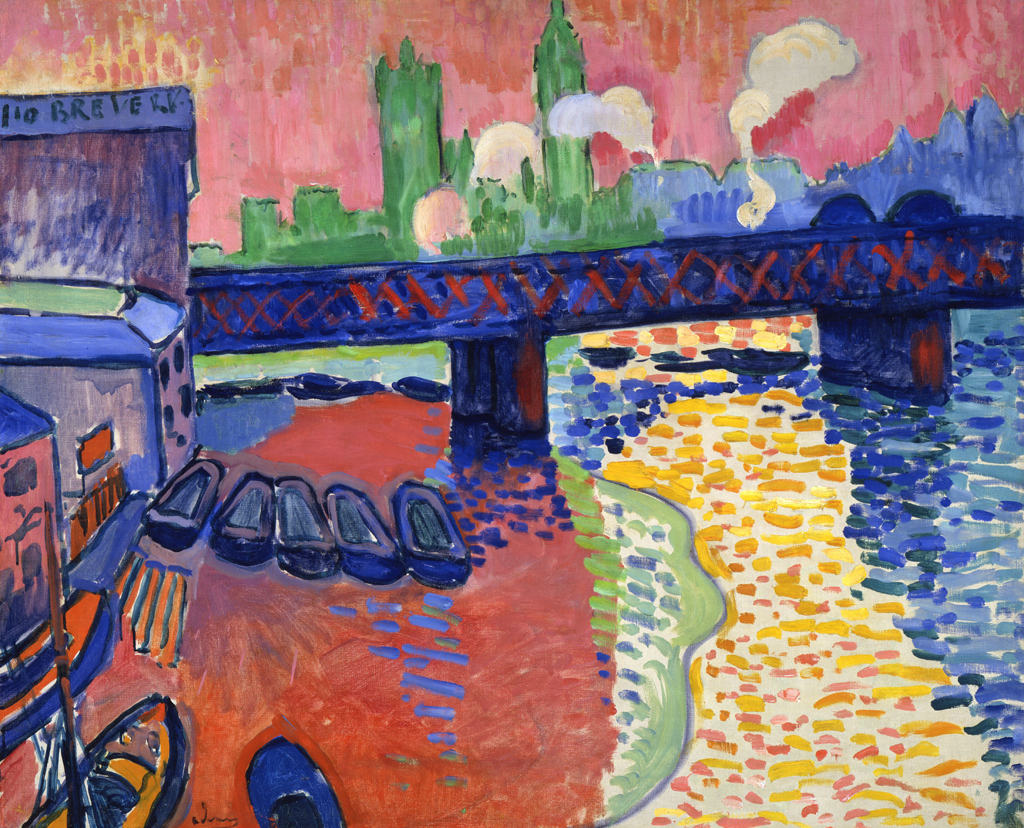
جسر تشارينغ كروس، لندن، 1906، المعرض الوطني للفنون، واشنطن العاصمة

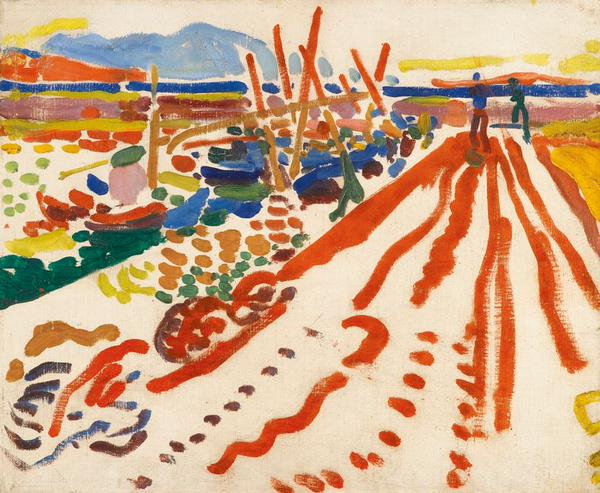
La jetée à L'Estaque، 1906، زيت على قماش، 38 × 46 سم

في عام 1907، اشترى تاجر الفن دانييل-هنري كاهنفايلر استوديو ديرين بالكامل، مما منح ديرين استقرارًا ماليًا. جرب النحت الحجري وانتقل إلى مونمارتر ليكون قريبًا من صديقه بابلو بيكاسو وفنانين بارزين آخرين. وصفت فيرناندي أوليفييه، عشيقة بيكاسو في ذلك الوقت، ديرين على النحو التالي:
نحيف، أنيق، ذو لون حي وشعر أسود لامع. بأسلوب إنجليزي، بعض الشيء لافت للنظر. سترات فاخرة، وروابط بألوان صارخة، حمراء وخضراء. دائمًا مع غليون في فمه، هادئ، ساخر، بارد، متجادل.
في مونمارتر، بدأ ديرين يتحول من لوحة الفوفية الزاهية إلى درجات ألوان أكثر هدوءًا، مُظهرًا تأثير التكعيبية وبول سزان. (وفقًا لـ جرترود شتاين، قد يكون ديرين قد تأثر بالنحت الأفريقي قبل بيكاسو.) قدم ديرين نقوش خشبية بأسلوب البدائي لطبعة من أول كتاب نثر لـ غيوم أبولينير، L'enchanteur pourrissant (1909). عرض أعماله في Neue Künstlervereinigung في ميونيخ في عام 1910، وفي عام 1912 في دير بلاوي رايتر الانفصالية وفي عام 1913 في عرض الحصن الرائد في نيويورك. كما قام بتوضيح مجموعة من القصائد لـ ماكس جاكوب في عام 1912.

### نحو كلاسيكية جديدة
في حوالي هذا الوقت، بدأت أعمال ديرين تعكس دراسته للقدامى بشكل واضح. تم تقليل دور اللون وأصبحت الأشكال صارمة؛ يُشار أحيانًا إلى السنوات 1911-1914 على أنها فترة القوطي له. في عام 1914، تم استدعاؤه للخدمة العسكرية في الحرب العالمية الأولى، وحتى الإفراج عنه في عام 1919، لم يكن لديه وقت كثير للرسم، على الرغم من أنه في عام 1916 قدم مجموعة من الرسوم التوضيحية لكتاب أندريه بريتون الأول، مون دو بيتيه.
بعد الحرب، حصل ديرين على تقدير جديد كقائد للكلاسيكية المتجددة التي كانت تتصاعد. مع بُعد جنون سنواته الفوفية، تم الإعجاب به كمدافع عن التقليد. في عام 1919، صمم الباليه لا بوتيك فانتاسك لـ دياغيليف، زعيم الباليه الروسي. كانت نجاحًا كبيرًا، مما أدى إلى إنشاء العديد من التصاميم للباليه.
شكلت عشرينيات القرن الماضي ذروة نجاحه، حيث تم منحه جائزة كارنيجي في عام 1928 عن عمله لايف مع الطرائد الميتة وبدأ في عرض أعماله بشكل موسع في الخارج - في لندن، برلين، فرانكفورت، دوسلدورف، مدينة نيويورك وسينسيناتي، أوهايو.
خلال الاحتلال الألماني لفرنسا في الحرب العالمية الثانية، عاش ديرين بشكل أساسي في باريس وكان مطلوبًا بشدة من قبل الألمان لأنه يمثل هيبة الثقافة الفرنسية. قبل ديرين دعوة للقيام بزيارة رسمية إلى ألمانيا في عام 1941، وسافر مع فنانين فرنسيين آخرين إلى برلين لحضور معرض نازي لفنان مدعوم رسميًا، أرنو بريكر. تم استخدام وجود ديرين في ألمانيا بفعالية من قبل الدعاية النازية، وبعد التحرير، تم تصنيفه كـ متعاون وتم نبذه من قبل العديد من مؤيديه السابقين.
قبل عام من وفاته، أصيب بعدوى في العين لم يتعافَ منها تمامًا. توفي في غارش، أوت دو سين، إيل دو فرانس، فرنسا في عام 1954 عندما صدمته مركبة متحركة.
كانت لوحات ديرين عن لندن موضوع معرض كبير في معهد كورتولد من 27 أكتوبر 2005 إلى 22 يناير 2006.

## المعرض

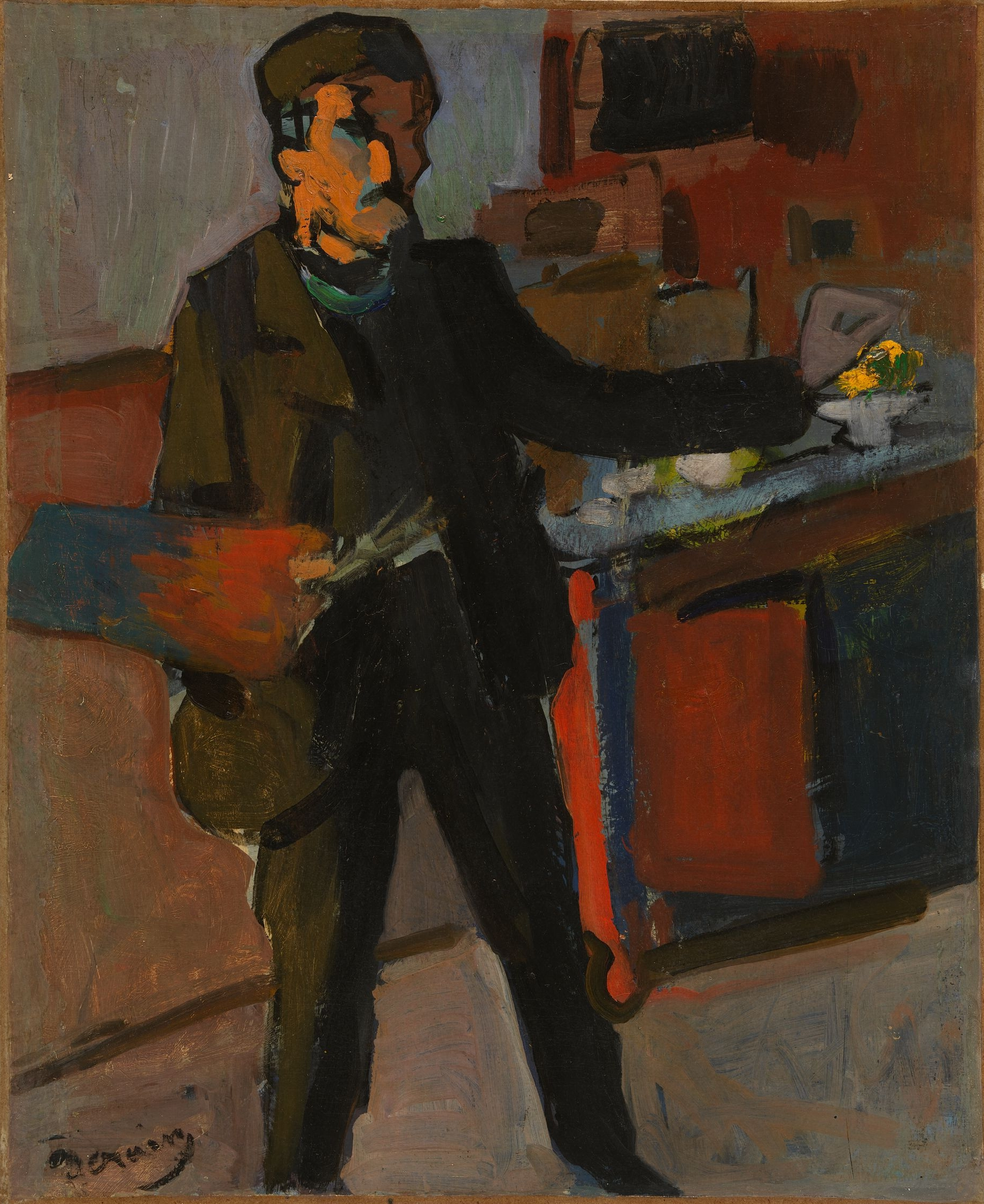
بورتريه ذاتي في الاستوديو، ق. 1903، زيت على قماش، 42.2 × 34.6 سم، المعرض الوطني للفنون الأسترالية
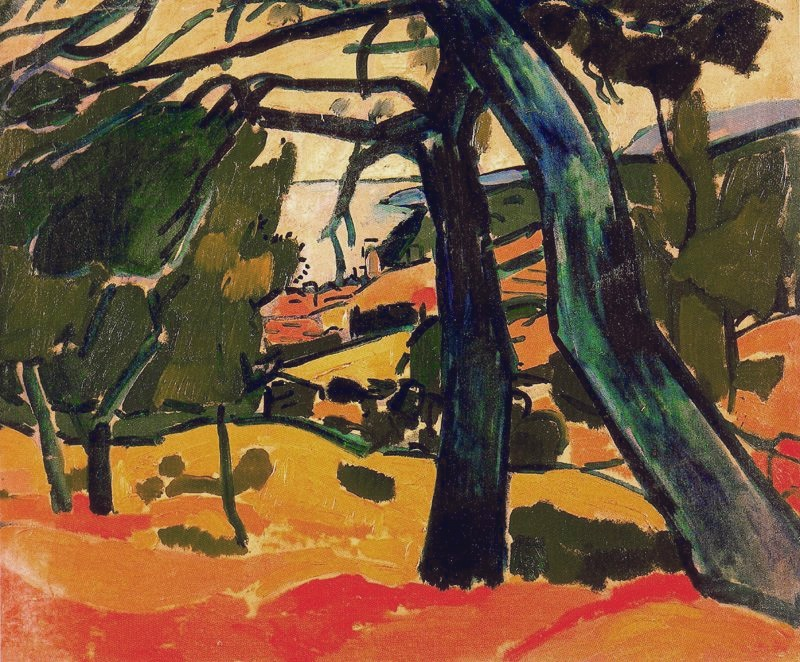
Pinède à Cassis (منظر طبيعي), 1907، زيت على قماش، 54 × 65 سم، متحف كانتيني، مارسيليا
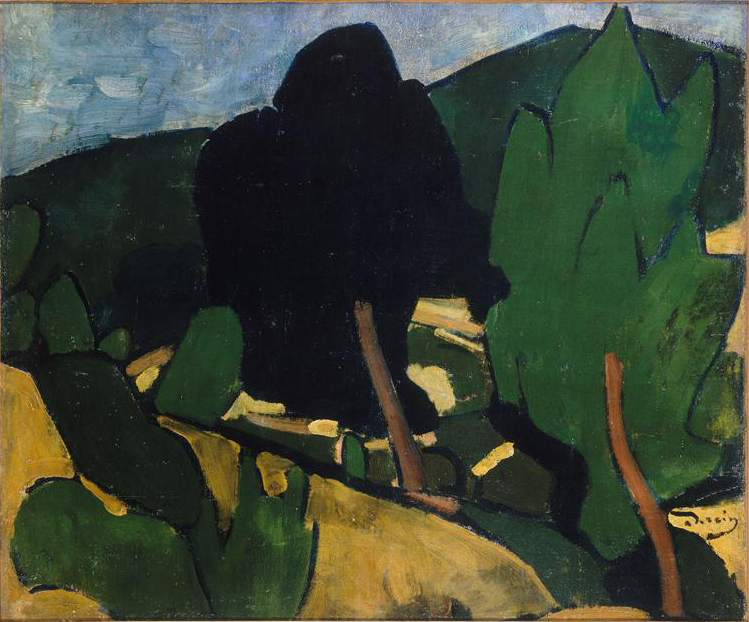
Paysage à Cassis، 1907، زيت على قماش، 54 × 64 سم، متحف الفن الحديث في تروا
منظر طبيعي في بروفانس (منظر بروفانس), حوالي 1908، زيت على قماش، 32.2 × 40.6 سم، متحف بروكلين، بروكلينمنظر طبيعي في بروفانس (منظر بروفانس), حوالي 1908، زيت على قماش، 32.2 × 40.6 سم، متحف بروكلين، بروكلين
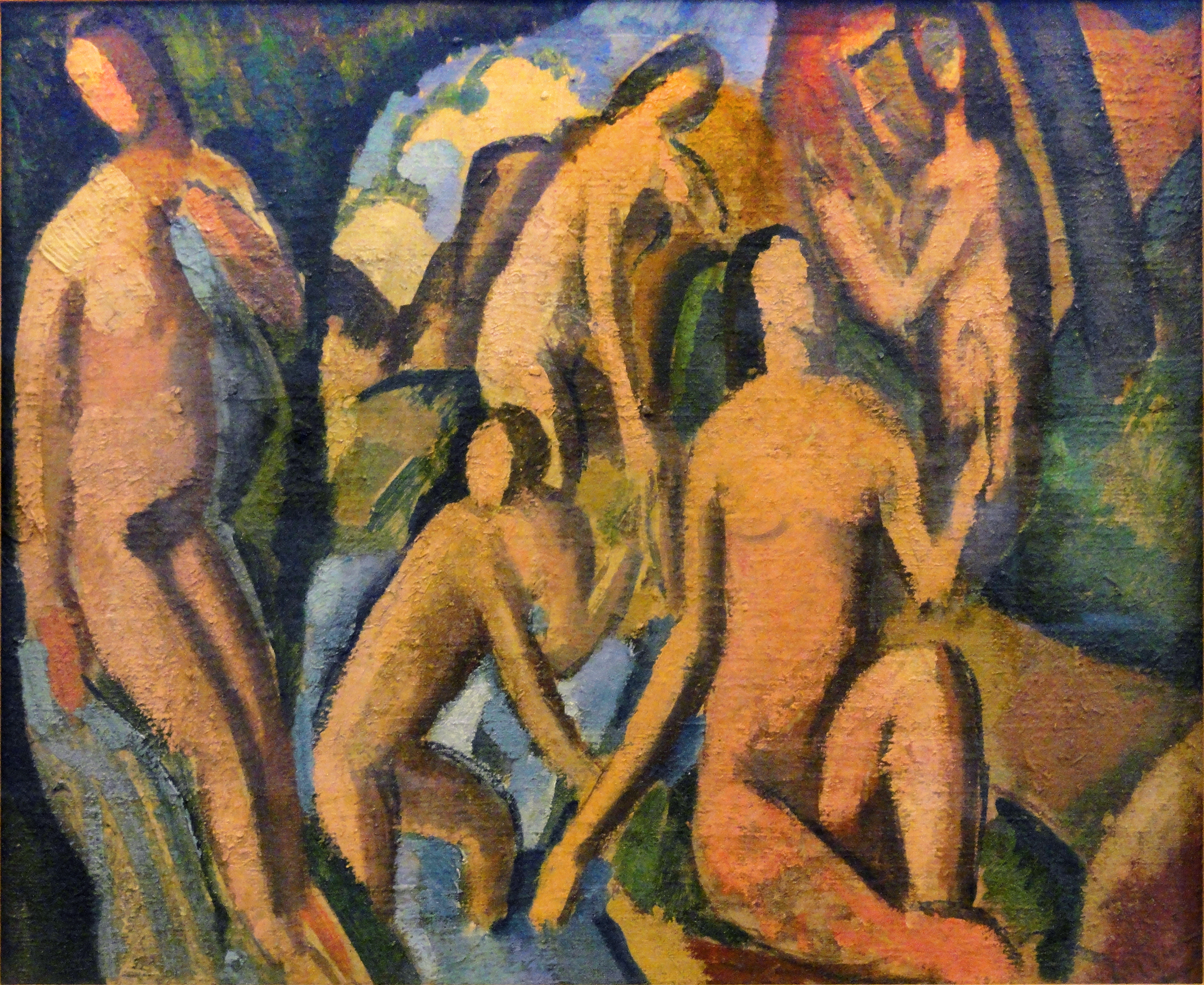
Baigneuses (اسكتش), ق. 1908، زيت على قماش، 38 × 46 سم، متحف الفن الحديث لمدينة باريس
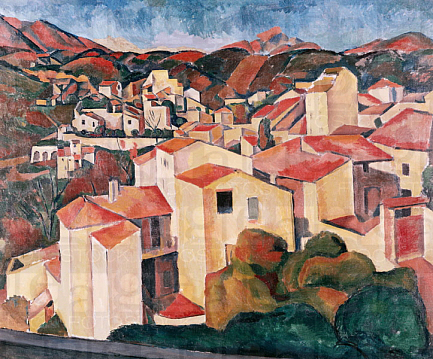
منظر من كاجن، 1910، زيت على قماش، متحف فوكوانغ، إيسن، ألمانيا
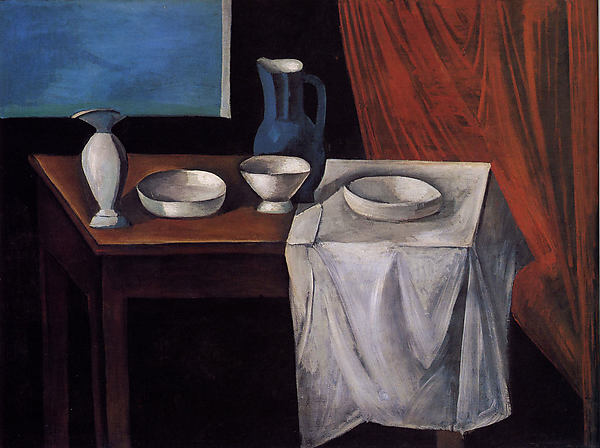
La Table (الطاولة), 1911، زيت على قماش، 96.5 × 131.1 سم، متحف متروبوليتان للفنون، نيويورك
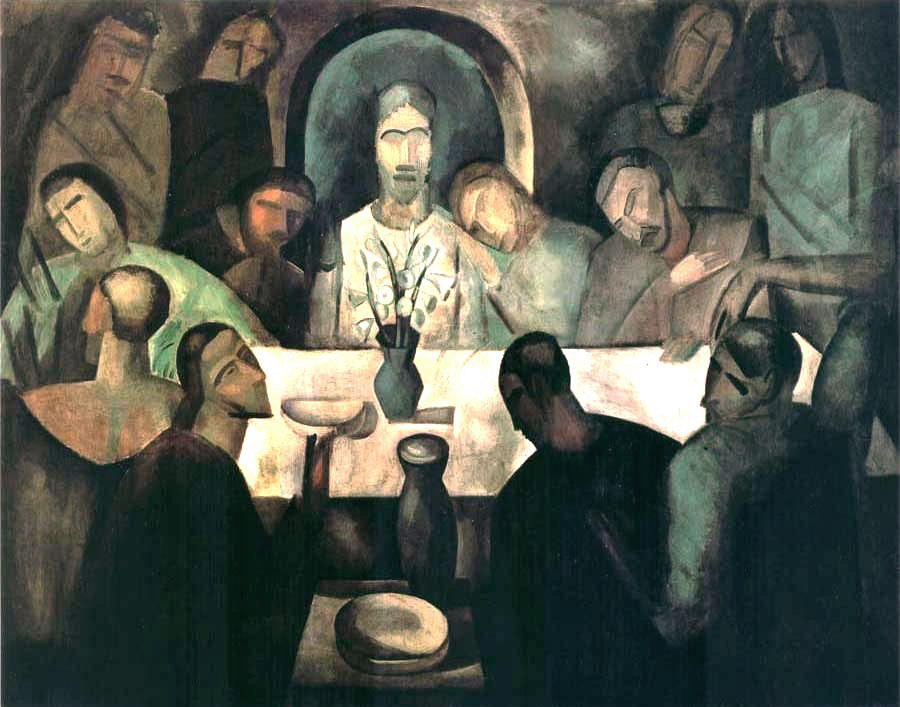
العشاء الأخير، 1911، زيت على قماش، 227.3 × 288.3 سم، معهد الفن في شيكاغو
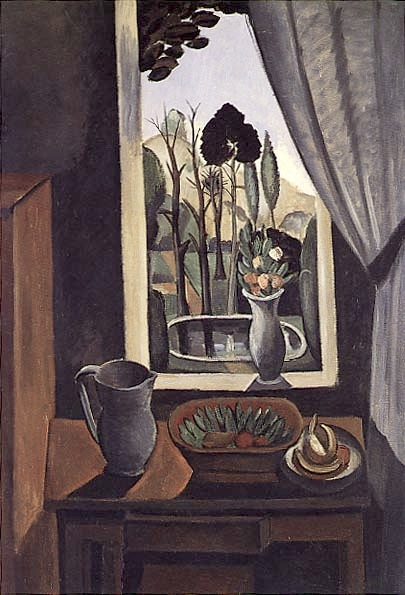
نافذة على الحديقة (La Fenêtre sur le parc), 1912، زيت على قماش، 130.8 × 89.5 سم، متحف الفن الحديث
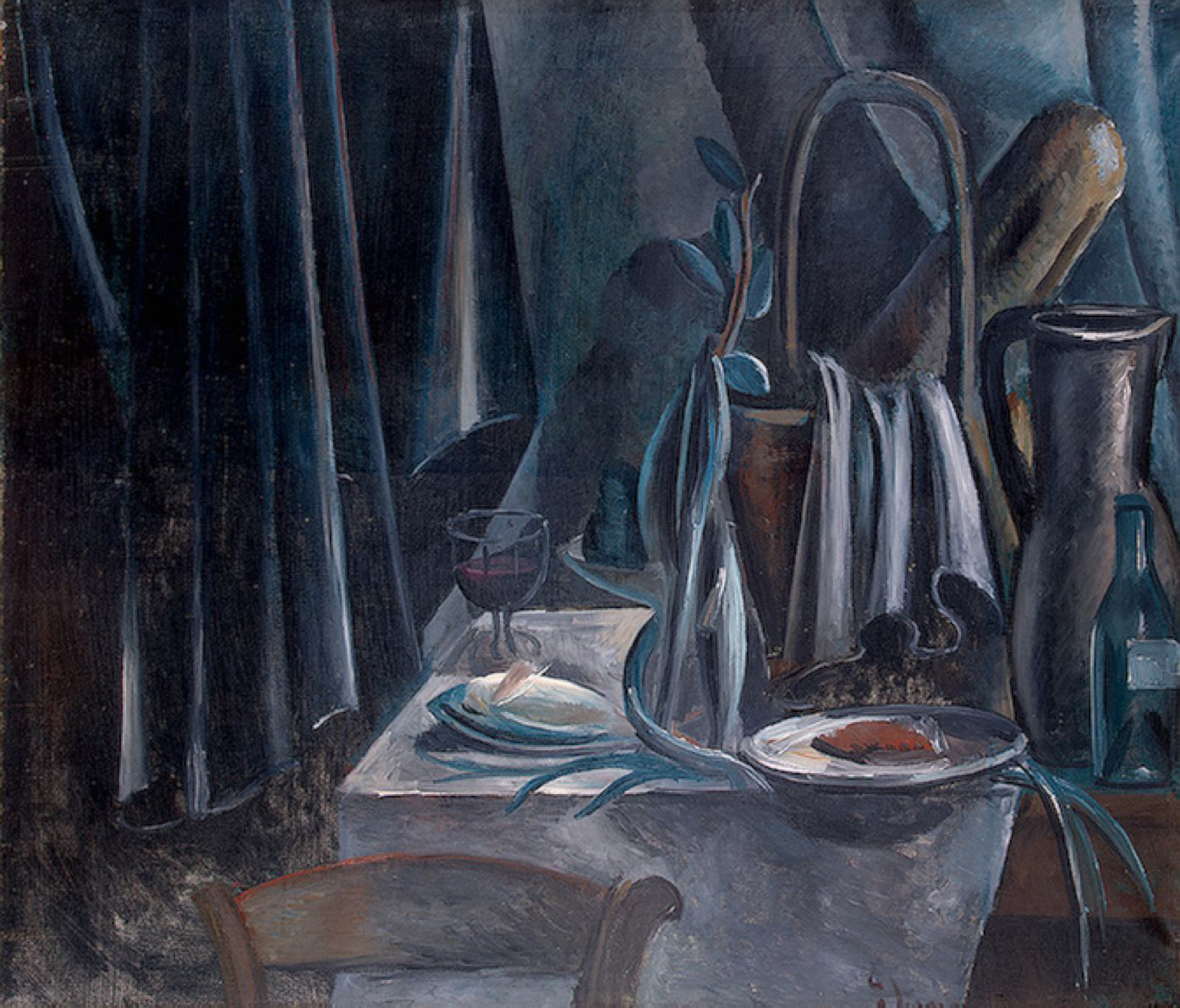
Nature morte (طبيعة ساكنة), 1912، زيت على قماش، 100.5 × 118 سم، متحف هيرميتاج، سانت بطرسبرغ، روسيا. تم reproducing in Du "Cubisme", 1912
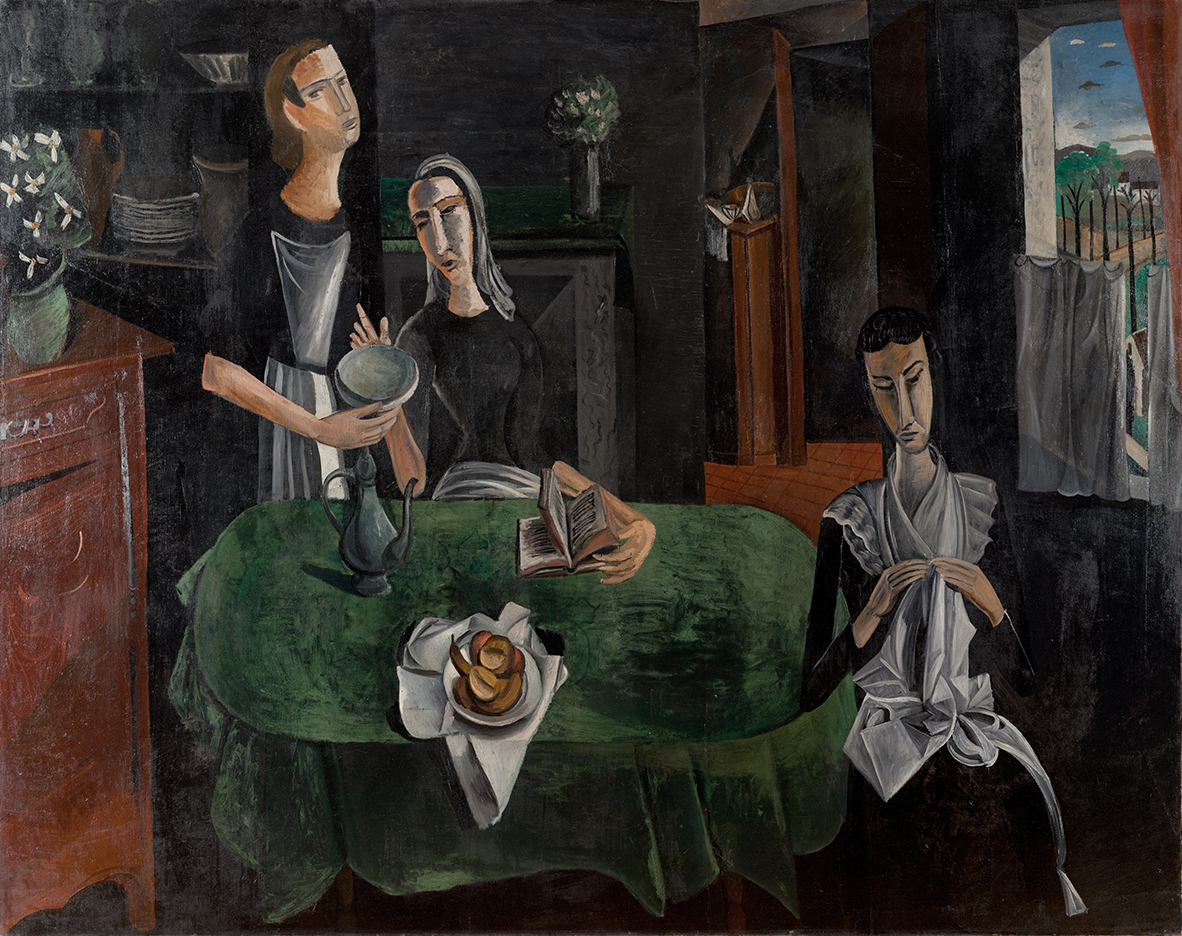
Le Samedi، 1913–14، زيت على قماش، 181 × 228 سم، متحف بوشكين، موسكو
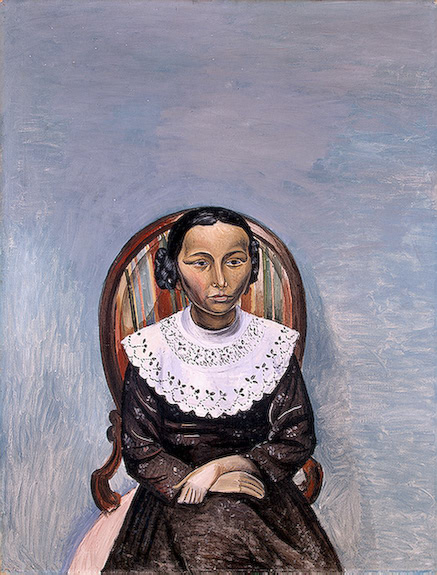
بورتريه لفتاة ترتدي الأسود، 1913، متحف هيرميتاج
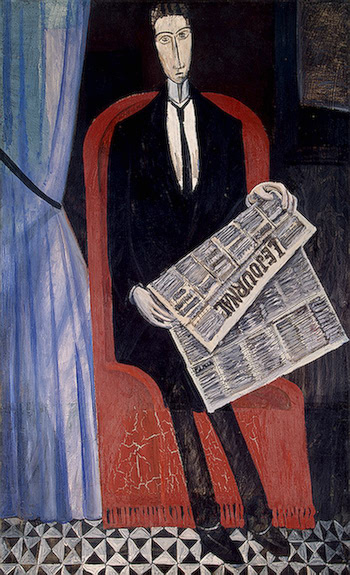
بورتريه لرجل مع صحيفة، 1911–1914، متحف هيرميتاج
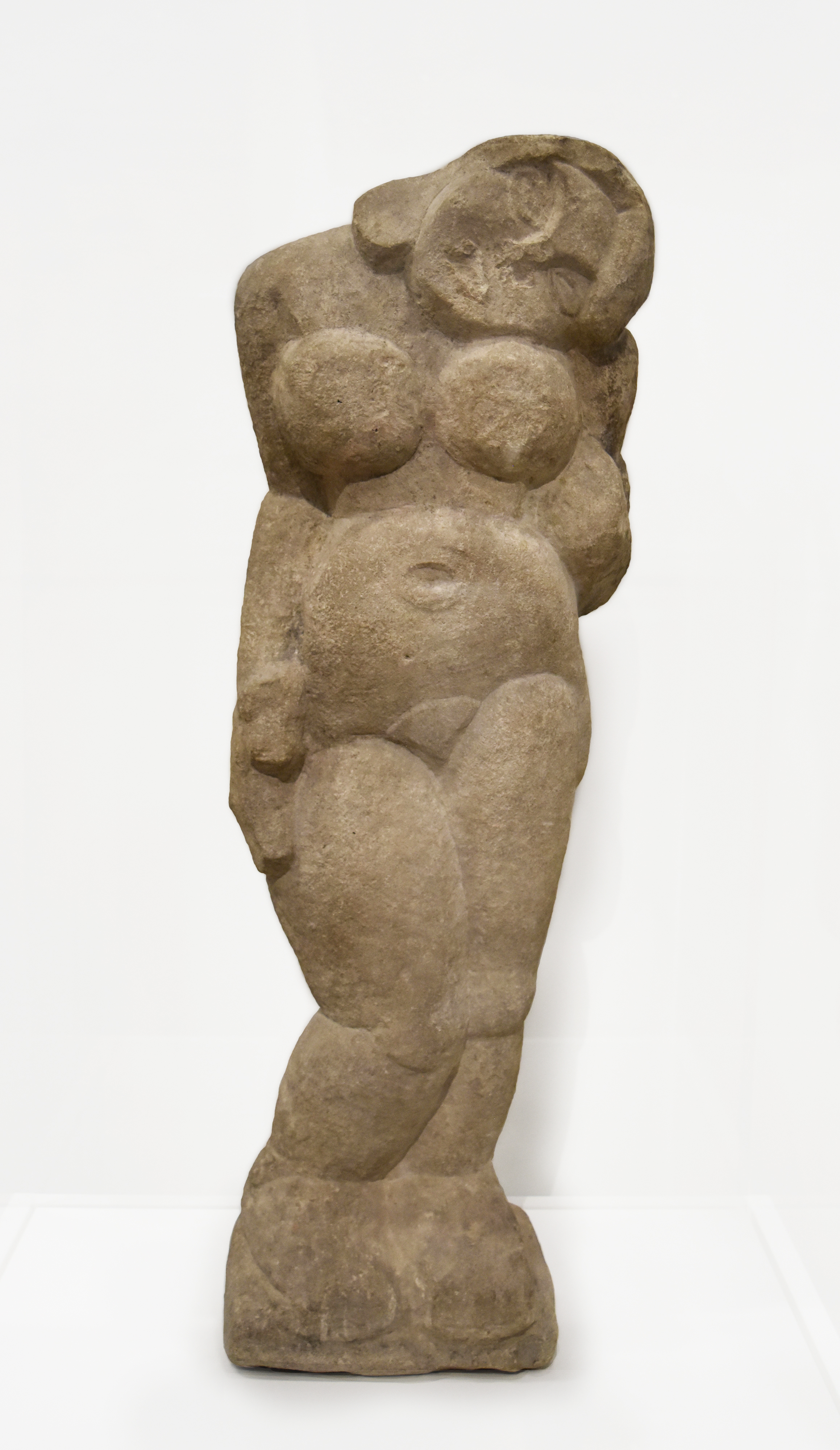
Nu debout، 1907 (خريف)، حجر جيري، 95 × 33 × 17 سم، المتحف الوطني للفن الحديث
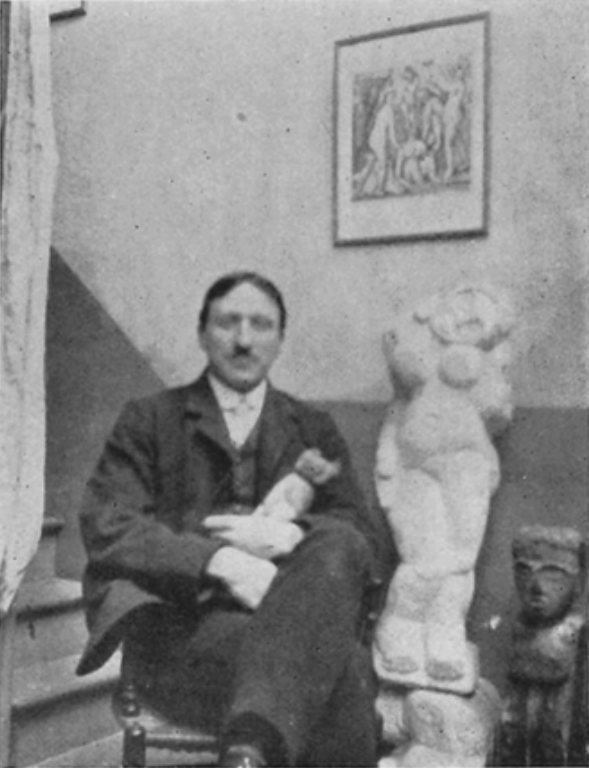
صورة لديرين نُشرت في غليت برغس، "الرجال المتوحشون في باريس"، السجل المعماري، مايو 1910. النحت: Nu debout (امرأة واقفة)، 1907

## المجموعات العامة
من بين المجموعات العامة التي تحتفظ بأعمال أندريه ديرين:
- متحف الفنون الجميلة، غنت، غنت
- متحف دي فوندات، زفوله، هولندا

## فنون مسروقة من النازيين
في عام 2020، أمرت محكمة فرنسية بإعادة ثلاثة لوحات لديرين، وهي Paysage à Cassis (ou Vue de Cassis) وLa Chapelle-sous-Crécy، على أن تُعاد اللوحات إلى ورثة رينيه غيمبل، الذين سُرقت منهم خلال الاحتلال النازي لفرنسا. كانت عائلة غيمبل قد تقدمت بالطلب في عام 2013. في عام 2023، تم إعادة لوحة Still Life With a Bottle إلى ورثة داني رايشسمان، الذي قُتل في أوشفيتز مع زوجته.

## قراءات إضافية
- Clement, Russell (1994). Les Fauves: A Sourcebook. Greenwood Press. (ردمك 0-313-28333-8).
- Cowling, Elizabeth; Mundy, Jennifer (1990). On Classic Ground: Picasso, Léger, de Chirico and the New Classicism 1910–1930. London: Tate Gallery. (ردمك 1-85437-043-X)
- Diehl, Gaston (1977). Derain. Crown Publishers, Inc. (ردمك 0517037203).
- Hamilton, George Heard (1993). Painting and Sculpture in Europe, 1880–1940. Yale University Press. (ردمك 0300056494).
- Sotriffer, Kristian (1972). Expressionism and Fauvism. McGraw-Hill. 1149407.

## روابط خارجية
- André Derain في المعرض الوطني للفن
- أعمال أو نبذة عن أندريه ديرين على أرشيف الإنترنت
- كتالوجات معارض أندريه ديرين
- Gelett Burgess، "The Wild Men of Paris، Matisse، Picasso وLes Fauves"، 1910، المجلة المعمارية
- أندريه ديرين، المتاحف والمعارض الفنية العامة حول العالم، Artcyclopedia